# Giuseppe Davia
Giuseppe Davia (Bologna, 23 gennaio 1710 – Bologna, 29 ottobre 1791) è stato un ingegnere militare e matematico italiano.

## Biografia
In età giovanile compì studi di geometria, fisica e matematica a Rimini grazie allo zio cardinale Gianantonio Davia. Successivamente si trasferì con i fratelli a Bologna dove intraprese gli studi di filosofia, giurisprudenza e architettura militare con Francesco Vandelli.
Da sempre interessato alle attività militari, entrò nel 1730 al servizio del granduca di Toscana come cadetto, per passare poi al ruolo di capitano del reggimento Granada per l’imperatore, e infine tenente colonnello per il re di Spagna. In questi quindici anni maturò una profonda conoscenza delle tecniche militari, confluita nel trattato Lezioni di architettura militare. A causa di una lesione alla spalla dovette lasciare la divisa e dedicarsi all’insegnamento della matematica.
Nel 1757 fondò l’accademia di architettura militare per la formazione di artiglieri, ingegneri e ufficiali dell’esercito nel Palazzo Ducale di Modena, grazie all’aiuto del duca Francesco III.
In età avanzata rientrò a Bologna dove si invaghì di una giovane donna, ma la famiglia di Davia e il governo cittadino si opposero al matrimonio. In conseguenza di ciò, egli si suicidò nel 1791 con l'oppio.

## Opere
- (LA) De viribus machinarum theoremata, Bologna, Ferdinando Pisarri, 1728.
- Dissertazione su la militare architettura, Modena, eredi Bartolomeo Soliani, 1762.